# NGC 5960
NGC 5960 é uma galáxia espiral (Sbc) localizada na direcção da constelação de Serpens. Possui uma declinação de +05° 39' 57" e uma ascensão recta de 15 horas, 36 minutos e 18,4 segundos.
A galáxia NGC 5960 foi descoberta em 12 de Abril de 1864 por Albert Marth.